# Kinázy rodiny Src
Kinázy rodiny Src (SFK) jsou nereceptorové tyrosin kinázy. Do této rodiny patří 9 členů: Fgr, Frk, Fyn, Hck, Lck, Lyn, Src a Yes. Jedná se o významné aktéry v buněčné signalizaci. Jejich nadměrná aktivita vede k nádorovému bujení.

## Struktura
Všechny SFK jsou tvořeny čtyřmi strukturními doménami. N-konec je postranslačně modifikován připojením zbytků kyseliny myristové a palmitové. To kinázám umožňuje zakotvení do cytoplasmatické membrány. Na kotvu navazuje N-koncový fragment, který se mezi jednotlivými kinázami liší. Další částí je SH3 doména následována SH2 doménou, která je nestrukturním úsekem spojena s katalytickou (SH1) doménou, na niž navazuje C-konec.

## Regulace aktivity
Aktivita SFK je regulována tyrosinovou fosforylací. Důležité pro regulaci aktivity jsou 2 tyrosinové zbytky: tzv. aktivační tyrosin v aktivační smyčce katalytické domény a tzv. inhibiční tyrosin na C-konci. Fosforylací inhibičního tyrosinu kinázou Csk dochází k interakci tohoto tyrosinu s SH2 doménou a zaujmutí tzv. uzavřené konformace, která brání autofosforylaci aktivačního tyrosinu, a tím aktivaci SFK, a zároveň zabraňuje vazbě substrátu. Je-li inhibiční tyrosin defosforylován fosfatázou CD45, zaujímá SFK tzv. otevřenou konformaci a může docházet k vazbě substrátu, autofosforylaci aktivačního tyrosinu, a tím úplné aktivaci SFK.

## Výskyt a funkce
Co se exprese SFK týká, můžeme je rozdělit do dvou skupin. Fyn, Src a Yes jsou exprimovány ve většině tkání, v některých se však vyskytují ve zvýšeném množství či ve tkáňově specifické izoformě. Ostatní SFK jsou exprimovány tkáňově specificky. Fgr, Hck, Lck a Lyn jsou exprimovány v hematopoetických buňkách, přičemž Lck a Lyn najdeme též v neuronech. Kináza Frk je specificky exprimována v buňkách odvozených od epitelu. Kromě Frk jsou tedy všechny kinázy rodiny Src exprimovány v hematopoetických buňkách (některé dokonce specificky pouze v některých z nich) a jedná se o významné regulátory imunitní odpovědi.
Aktivované SFK se účastní signalizace přes receptory, které obsahují imunoreceptorové tyrosinové aktivační motivy (ITAM). SFK tyto ITAMy fosforylují. Na fosforylované ITAMy se poté vážou další proteiny, např. Syk, Zap70 a adaptorové proteiny LAT, BLNK a další.
V jednotlivých buněčných typech je exprimováno více zástupců SFK a ve funkci jednotlivých členů SFK je určitá redundace. Nicméně nezaměnitelnou funkci plní kináza Lyn, která je schopná fosforylovat též imunoreceptorové tyrosinové inhibiční motivy (ITIM) a podílet se tak i na negativní regulaci imunitní odpovědi.